# Ліммат
Лі́ммат (нім. Limmat; цюр. Limet) — річка в Швейцарії, права притока Ааре (друга найбільша за повноводністю).
Довжина річки — близько 36 кілометрів. Разом із річкою Лінт і Цюрихським озером — 141,2 км.
Ліммат витікає з Цюрихського озера і протікає територією кантонів Цюрих и Ааргау. Відразу після витоку Ліммат тече історичним центром Цюриха. Також на Лімматі стоять міста Дітікон, Веттінген, Баден (загалом — 16 населених пунктів).
Головні притоки Ліммата — Зіль (впадає в Ліммат у межах Цюриха) і Реппіш (впадає неподалік від Дітікона).
На Лімматі розташовано кілька гідроелектростанцій, у тому числі три, що належать Муніципальній енергетичній службі Цюриха (EWZ), і одна, що належить Енергетичній службі кантона Цюрих (EKZ).

## Галерея

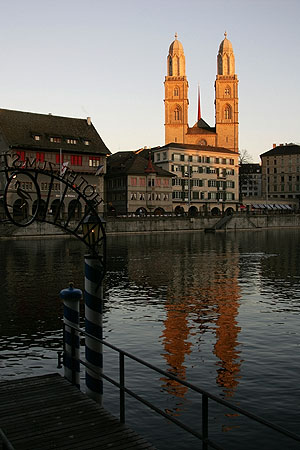
Гроссмюнстер
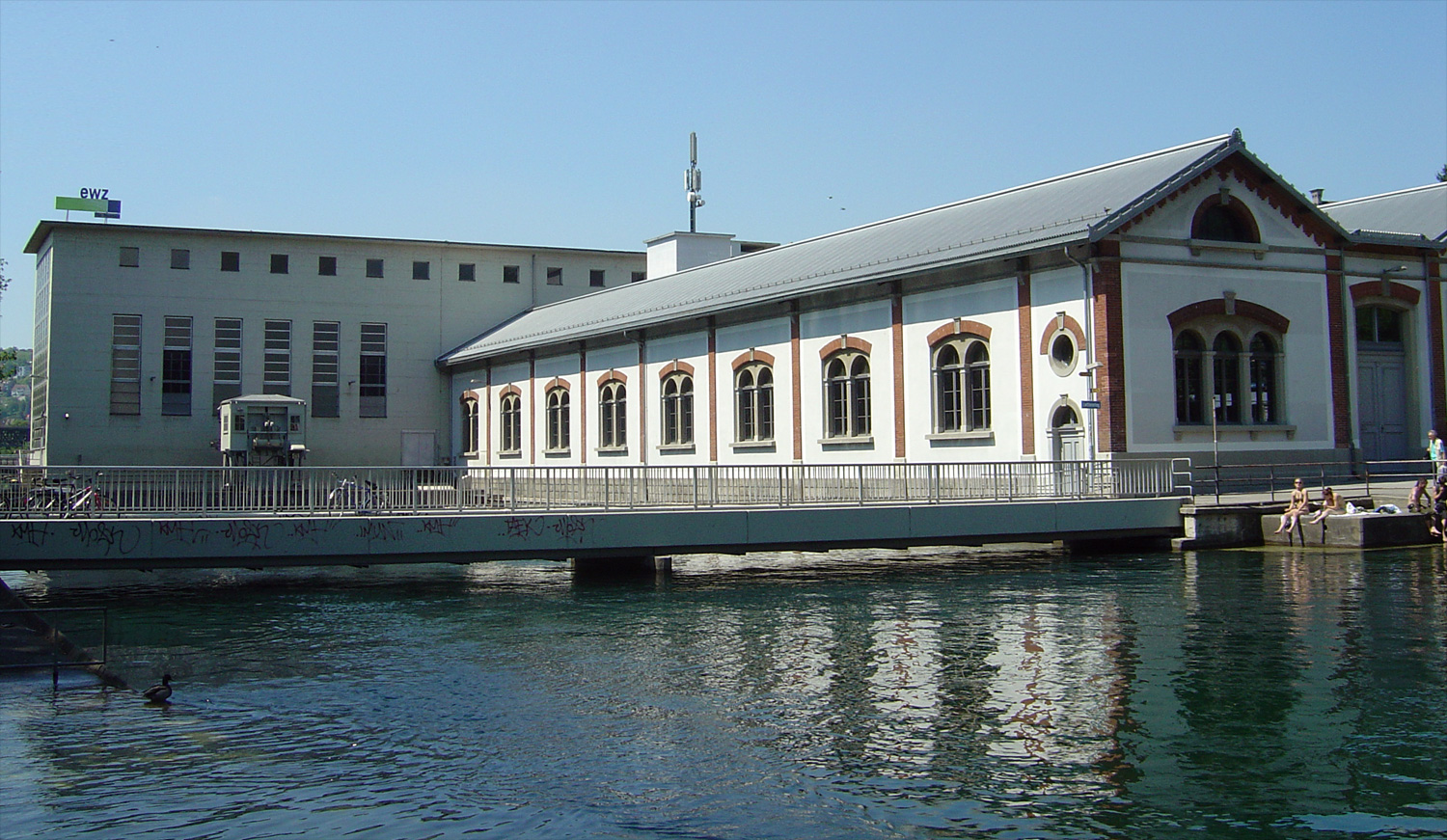
Гідроелектростанція
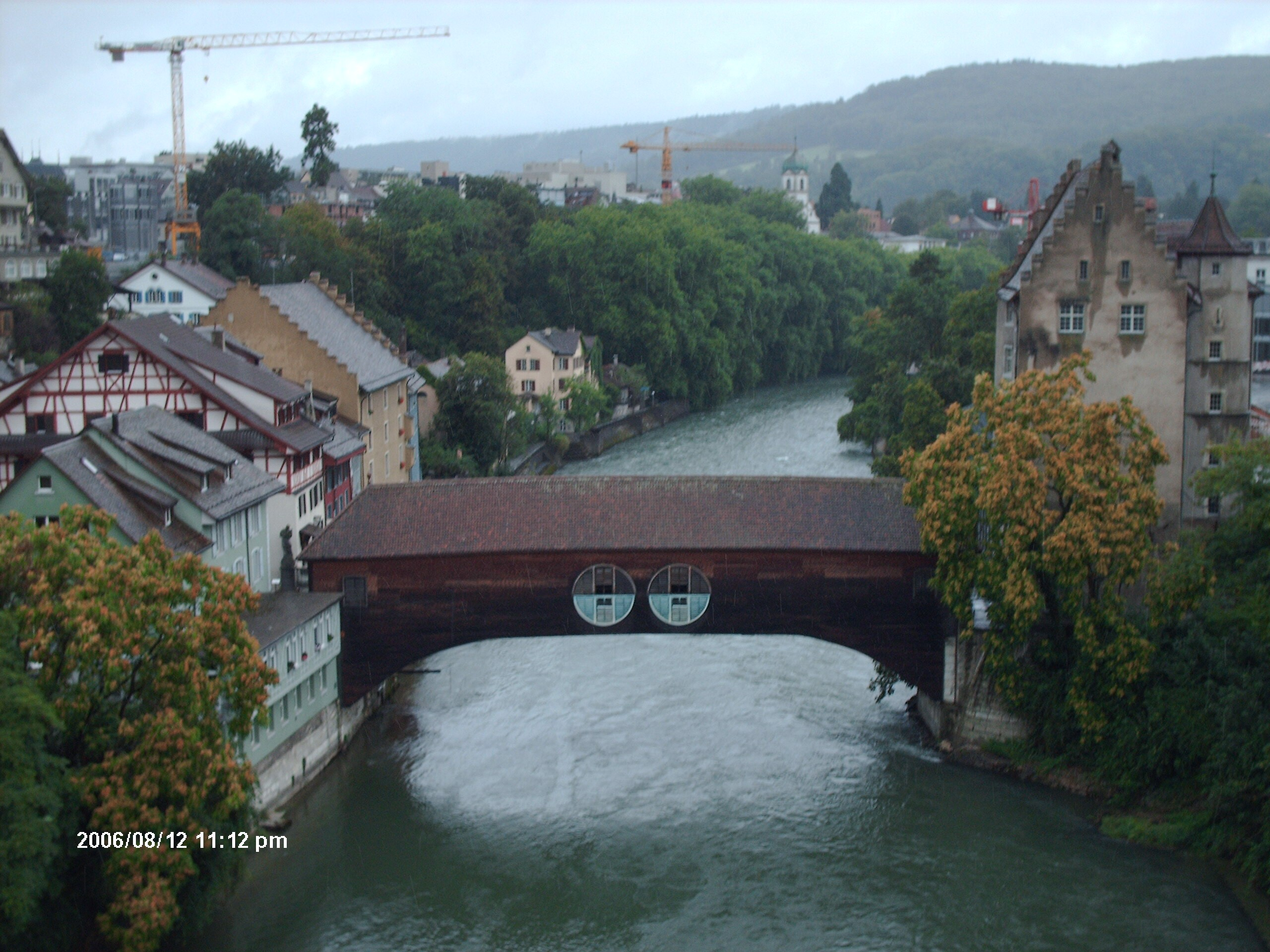
Дерев'яний міст у Бадені
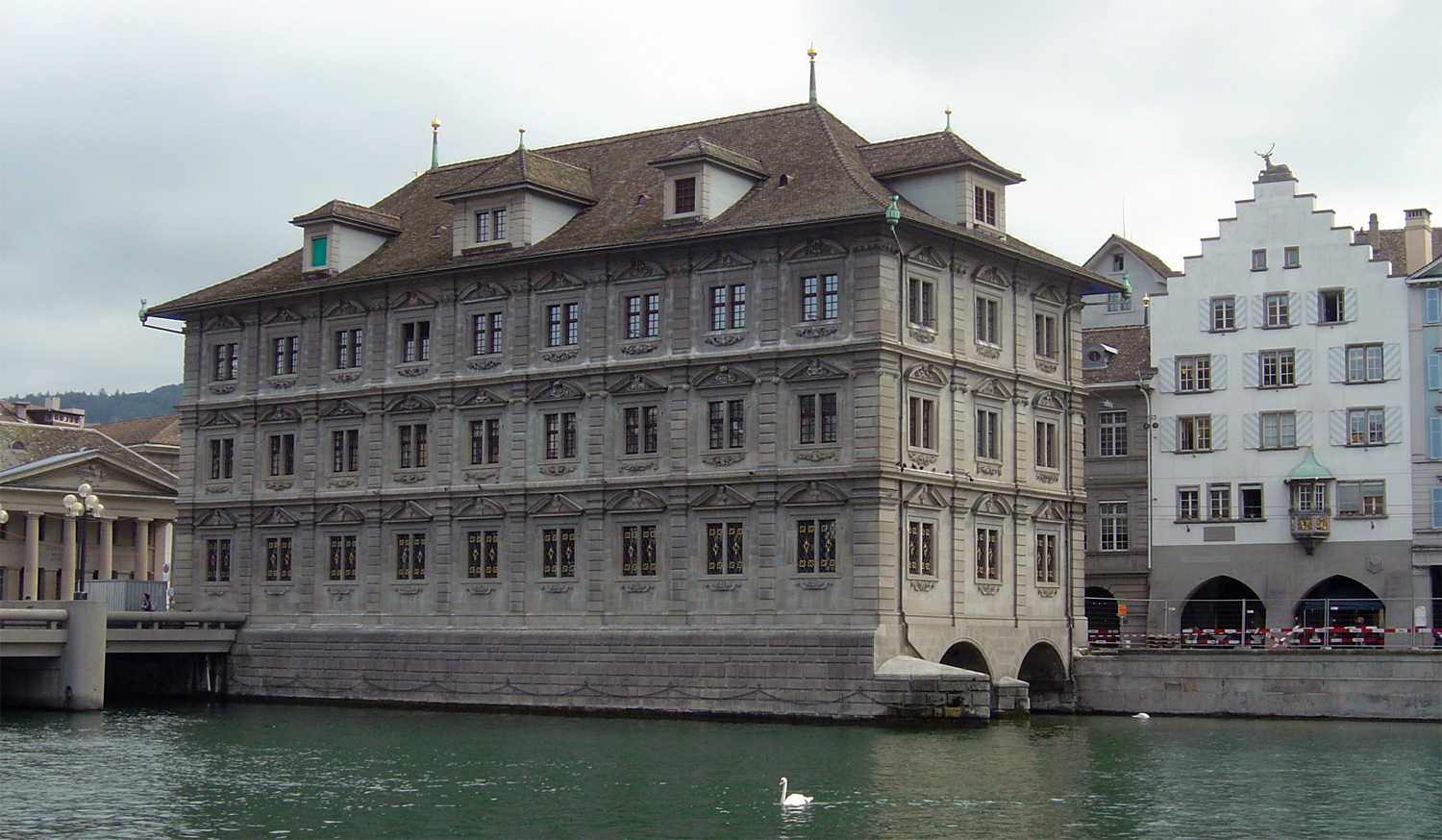
Цюрихська ратуша, Ліммат у Цюриху